# Contrada
Contrada es una localidad y comune italiana de la provincia de Avellino, región de Campania, con 3.026 habitantes.Se extiende por una área de 10,31 km², teniendo una densidad de población de 289,62 hab/km². Linda con los municipios de Aiello del Sabato, Avellino, Forino, Monteforte Irpino, Montoro Inferiore, Montoro Superiore, y Solofra.

## Evolución demográfica
| Gráfica de evolución demográfica de Contrada entre 1861 y 2001 |
|                                                                |
| Fuente ISTAT - elaboración gráfica de Wikipedia                |